# Памполини, Америко
Аме́рико Памполини Фильо (порт.-браз. Américo Pampolini Filho; 24 декабря 1932, Белу-Оризонти — 20 декабря 2006, Рио-де-Жанейро) — бразильский футболист, полузащитник.

## Карьера
Америко Памполини родился в семье Америко Памполини и Марии Каравиты Памполини. У него также был старшие братья Эмилио, Омеро, Лило, Лисиньо и Сантиньо. Он начал карьеру в любительском клубе «Сан-Кристован» из Белу-Оризонти, откуда в 1952 году перешёл в «Крузейро». 16 марта того же года футболист дебютировал в составе команды в матче с «Атлетико Минейро» (3:4). 29 июня того же года Памполини забил первый мяч за клуб, поразив ворота «Америка Минейро» (6:1). В «Крузейро» Америко играл три сезона, проведя 80 матчей и забив 11 голов. Последний матч за команду Памполини сыграл 1 мая 1955 года с «Атлетико Минейро» (0:2).
В 1955 году футболист перешёл в состав «Ботафого», заплативший за трансфер футболиста 500 тыс. крузейро. В клубе полузащитник выиграл три чемпионата штата Рио-де-Жанейро в 1957, 1961 и 1962 годах, а также турнир Рио-Сан-Паулу. Всего за «Ботафого» он провёл 347 матчей и забил 27 голов. Последний матч за клуб Америко провёл 4 июля 1962 года против «Атлетико Минейро» (3:0). В 1958 году Памполини был кандидатом на поездку на чемпионат мира, будучи конкурентом Дино Сани и Зито. Но во время подготовки в Араше получил травму и лишился шансов на мировое первенство.
Летом 1962 года Америко перешёл в клуб «Португеза Деспортос», куда его пригласил Айморе Морейра. В 1964 году клуб занял второе место на чемпионате штата Сан-Паулу. Годом позже футболист перешёл в «Атлетико Минейро», за который сыграл 12 матчей. Затем Америко играл за «Таубате». Завершил карьеру Памполини в «Португезе» в 1968 году. Последние годы жизни Памполини жил в районе Сидаде Маравильоса. Он работал в аквапарке Жулио Деламаре, являющемся частью стадиона Маракана. 20 декабря 2006 года Америко умер из-за сердечного приступа. Он был похоронен на Мемориальном вертикальном кладбище Карму. 1 октября 2008 года на стадионе Маракана была открыта мемориальная доска в честь футболиста.

## Достижения
- Чемпион штата Рио-де-Жанейро: 1957, 1961, 1962
- Победитель турнира Начала чемпионата Рио-де-Жанейро: 1961, 1962
- Победитель турнира Рио-Сан-Паулу: 1962

## Личная жизнь
Памполини был женат на Несее. У них было трое детей — Женаро, Селия и Клаудия и пятеро внуков.